# محمد زبیده
محمد زبیده (عربی: محمد زبيدة؛ زادهٔ ۲۰ مهٔ ۱۹۹۰) بازیکن فوتبال اهل سوریه است.
از باشگاه‌هایی که در آن بازی کرده‌است می‌توان به باشگاه ورزشی الوحده (سوریه) و باشگاه ورزشی الجیش (سوریه) اشاره کرد.
وی همچنین در تیم‌های ملی فوتبال زیر ۲۳ سال سوریه، و سوریه بازی کرده‌است.